# Getting Started
Getting Started è un singolo del musicista britannico Sam Fender, pubblicato il 17 aprile 2022.

## Video musicale
Il video musicale è stato diretto da Brock Neal Roberts.

## Tracce
1. Getting Started – 3:09